# 4-甲氧基雌酮
4-甲氧基雌酮（英語：4-Methoxyestrone，缩写4-ME1）是一种天然内源性的甲氧基化的儿茶酚雌激素和雌酮的代謝產物，在体内通过儿茶酚-O-甲基转移酶（COMT）催化中间体4-羟基雌酮生成，其雌激素活性近似雌酮和4-羟基雌酮。